# Мисунов, Семён Матвеевич
Семён Матвеевич Мисунов (25 октября 1923 — 16 августа 1989) — бульдозерист управления начальника работ № 70 специализированного треста № 15 «Строймеханизация» Министерства строительства Белорусской ССР, гор. Минск. Герой Социалистического Труда (1958).

## Биография
Семён Мисунов родился 25 октября 1923 года в деревне Малый Весницк (ныне — Ушачский район Витебской области Белоруссии). Работал в колхозе. Участвовал в Великой Отечественной войне в составе партизанских формирований.
С 1948 года Мисунов работал машинистом бульдозера управления механизации № 70 треста № 15 «Спецстрой» Министерства промышленного строительства Белорусской ССР. В своей работе добился высоких показателей. Создал новый — траншейный метод резания грунта, увеличивавший производительность труда на 15 %, и выпустил о нём брошюру «Механизмам — полную нагрузку». При этом практически не допускал поломок вверенных ему машин, сменив за более чем тридцать лет деятельности всего несколько бульдозеров. Избирался кандидатом в члены ЦК КП БССР, депутатом Партизанского райсовета Минска.
Указом Президиума Верховного Совета СССР от 9 августа 1958 года Семён Мисунов был удостоен высокого звания Героя Социалистического Труда с вручением ордена Ленина и медали «Серп и Молот».
Умер 16 августа 1989 года, похоронен на Восточном кладбище Минска.
Был также награждён рядом медалей.